# هندسة الوقاية الكهربائية

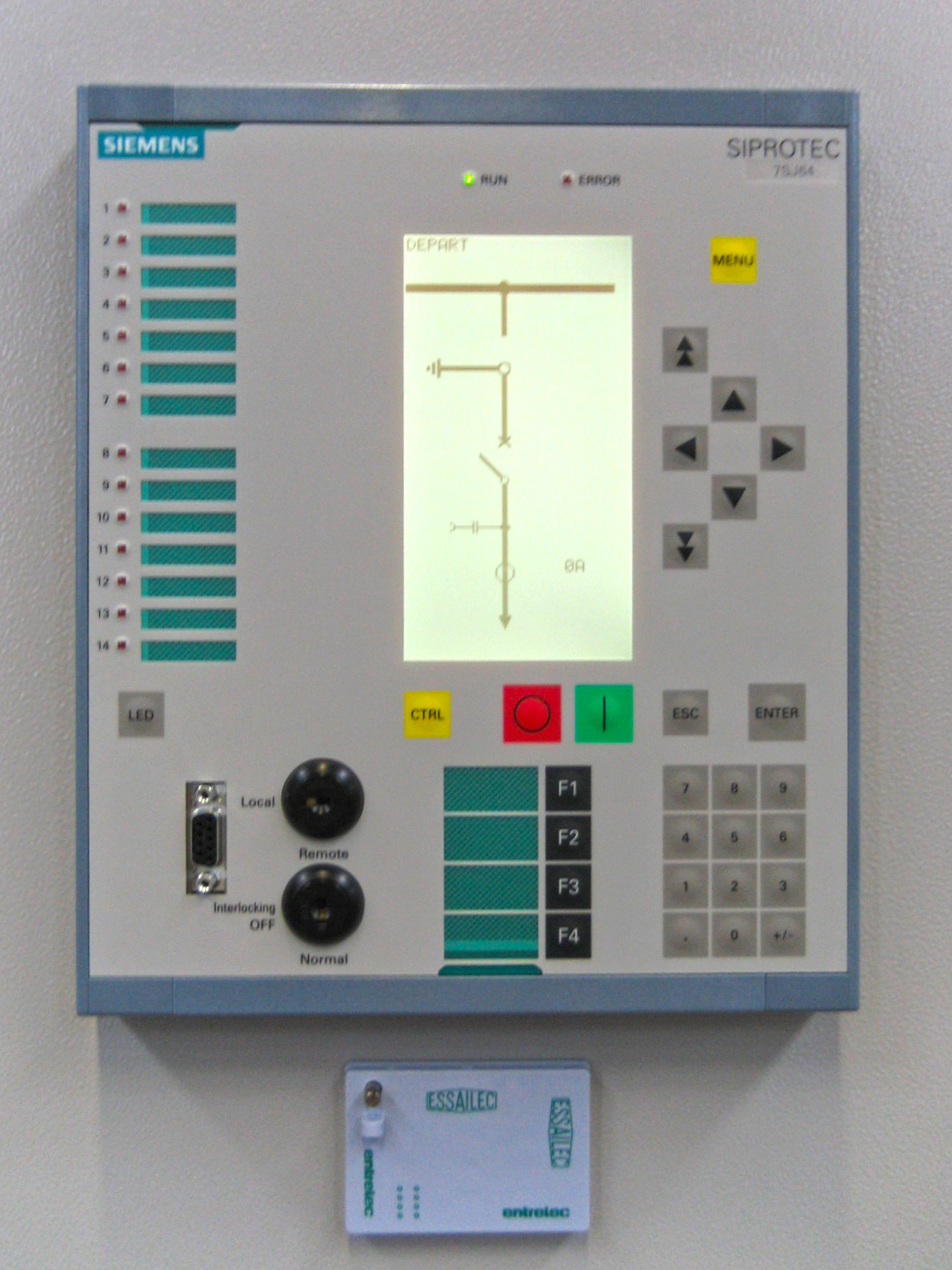
مرحل وقاية رقمي.

هندسة الوقاية الكهربائية (بالإنجليزية: Power system protection) هو فرع من فروع الهندسة الكهربائية (هندسة الطاقة) التي تتناول حماية شبكات الطاقة الكهربائية(شبكات النقل، شبكات التوزيع) من الأعطال من خلال عزل الأجزاء المعطوبة من الشبكة الكهربائية. الهدف من نظام الحماية هو الحفاظ على نظام مستقر من خلال عزل الجزء المعطوب (المتعطل) فقط عن طريق أجهزة الحماية الكهربائية، بحيث تؤمن استمرارية التيار في الأجزاء الأخرى من الشبكة الكهربائية. لذا، يجب تطبيق خطط الحماية على نهج عملي وعلمي لإزالة أعطال النظام بالشكل الصحيح.

## أهمية الوقاية الكهربائية
تكمن أهمية الوقاية الكهربائية في:
- تقليل التلف الذي قد يصيب المعدات من زيادة الفولت أو الحرارة التي قد تنتج خلال حدوث العطل.
- منع حدوث أو تقليل الضرر الذي قد يصيب الأشخاص القريبين أو العاملين على المعدات.
- لضمان استمرارية التيار الكهربائي.
- لضمان استقرار المولدات.

## المكونات الأساسية لأنظمة الوقاية الكهربائية
تتكون أنظمة الوقاية الكهربائية في الغالب على خمسة عناصر رئيسية وهي:
- محولات الجهد ومحولات التيار (Current transformer) التي تخفض الجهود والتيارات العالية للنظام الكهربائي إلى قيم منخفضة تتناسب مع المرحلات.
- المرحلات: التي تتحسس العطل وتعطي أمر بفصل أو قطع الدائرة الكهربائية.
- القواطع الكهربائية (قاطع الدائرة): التي تفتح أو تغلق الدائرة الكهربائية وتكون متصلة مع المرحلات بحيث تستقبل أوامر الفتح من المرحل في حالة حدوث العطل أو زيادة في التيار... الخ وذلك يرجع إلى نوع المرحل.
- البطاريات: التي تكون متصلة بدائرة القاطع مع المرحل، وفي حالة حدوث العطل تقوم البطارية بتوفير الطاقة اللازمة لفصل القاطع.
- قنوات الاتصال: التي تحلل التيارات والجهد عن بعد بحث تعطي الإشارات اللازمة لفصل الدائرة في حالة حدوث العطل.

لأجزاء من شبكات التوزيع، والفيوزات (الصمامات) قادرة على الإحساس وفصل الدائرة في حالة حدوث العطل.
العطل قد يحدث في أي جزء من الشبكة الكهربائية، مثل: انهيار العزل، قطع في خطوط النقل، عمليات تشغيل خاطئة في القاطع الكهربائي، قصر في الدائرة أو دائرة مفتوحة.
أجهزة الحماية تكون مثبتة بحيث توفر الحماية اللازمة للأجهزة والأشخاص، وأيضا لضمان عدم انقطاع التيار في حالة حدوث الاعطال.
فئات للمرحلات:

## اقرأ أيضًا
- أعطال منظومة القوى